# Heliothraupis oneilli
Heliothraupis oneilli (лат.) — вид воробьиных птиц из семейства танагровых (Thraupidae), единственный в роде Heliothraupis. Видовое название дано в честь орнитолога Джона П. О’Нейлла.
Новые вид и род описаны учёными в 2021 году и на октябрь 2021 года не признаны Международным союзом орнитологов.

## Описание
Ярко окрашенные птицы с жёлтым оперением у обоих полов, чёрной «бровью» над глазом и клювом лососевого цвета. У самцов имеется короткий пушистый гребень, который может быть приподнятым или приплюснутым. Жёлтые подкрыльные покровы уникальны среди танагровых. Морфологически эти птицы похожи на представителей как кардиналовых, так и танагровых, и только генетический анализ показал, что они относятся к последним.

## Распространение
Эти птицы мигрируют, что необычно для танагровых. Гнездятся они в долине Мачариапо к северу от Аполо в Боливии, а гораздо более обширный ареал, не связанный с гнездованием и размножением расположен на восточном склоне Анд в южной части Перу.